# リンダパブリッシャーズ
株式会社リンダパブリッシャーズは、かつて存在した日本の出版社。

## 概要
2006年5月に設立。映画やテレビドラマの原作となる小説やノンフィクションを出版し、初出版作である『おっぱいバレー』は代表作となり、2009年に映画化された。その後も『恋する日曜日　私。恋した』等の代表作を出版し、2009年3月期には21億円の売上があった。
2008年3月に、カルチュア・コンビニエンス・クラブのグループ企業であるトップ・パートナーズと資本・業務提携を締結、同年12月にトップ・パートナーズが全株式を取得して子会社化、2014年5月にトップ・パートナーズが全株式を取得して再子会社化、カルチュア・コンビニエンス・クラブとニッポン放送の3社で共催した「日本エンタメ小説大賞」等を開催するなどしていたが、2015年にトップ・パートナーズとの資本関係を解消。
その後はヒット作にも恵まれず、2016年にライトノベルレーベルである「レッドライジングブックス」を立ち上げ、「WEB投稿小説大賞」を開催したが、2017年に新刊の発行を中止することを発表してから経営危機が表面化。2018年9月5日に東京地方裁判所から破産手続開始決定を受け、2019年2月1日に法人格が消滅した。

## 主な作品
- おっぱいバレー
- 恋する日曜日　私。恋した
- 東京少女
- 99のなみだ
- 小野寺の弟・小野寺の姉
- 泣き虫ピエロの結婚式
- チート薬師のスローライフ 異世界に作ろうドラッグストア（レッドライジングブックス、全2巻。2018年に一二三書房のブレイブ文庫にて復刊し、3巻以降も継続されている）